# Eberhard Hücker
Eberhard Hücker (* 16. September 1942 in Kiel) ist ein deutscher Verlagsdirektor und Kommunalpolitiker.

## Leben
Eberhard Hücker wuchs in Düsseldorf auf und studierte Rechts- und Wirtschaftswissenschaften in Köln, Freiburg und Münster. In Münster wurde er Mitglied der Studentenverbindung ATV Westmark im ATB. Er trat in den öffentlichen Dienst ein und war Regierungsrat bei der Bezirksregierung Düsseldorf und Dezernent der Kreisverwaltung in Neuss. Von 1985 bis 1994 war Hücker Stadtdirektor in Dormagen. 
1994 übernahm er als Nachfolger von Alfons Kranz die Geschäftsführung der Neusser Zeitungsverlag GmbH, in dem seit 1873 die Neuß-Grevenbroicher Zeitung (NGZ) erschien. Zudem war Verlagsleiter der Neuß-Grevenbroicher Zeitung und Vorstandssprecher der Gesellschaft für Buchdruckerei AG. Unter seiner Leitung wurde 2009 die Neuß-Grevenbroicher Zeitung (NGZ) in die Rheinische Post Mediengruppe eingegliedert. Er engagiert sich in der KNA-Promedia-Stiftung, einer Förderinitiative für junge katholische Journalisten und ist dessen langjähriges Beiratsmitglied. 
Hücker ist Mitglied der CDU und Kreistagsabgeordneter für Dormagen im Rhein-Kreis Neuss. Er hatte mehrere Ehrenämter inne, wie Präsident des Kuratoriums der Stiftung Sport Neuss und wirkte als Kreisdezernent, Stadtdirektor in Dormagen und Kreistagsabgeordneter.